# ダナ・デイヴィス
ダナ・デイヴィス（Dana Davis、1984年 - ）はアメリカ合衆国の俳優、ヴァイオリニスト。

## 経歴
アイオワ州スコット郡ダベンポート生まれ。ダベンポート北高等学校卒業後、ロヨラ・メリーマウント大学に進学。2001年に音楽士の学位を得て卒業した。
2007年7月、ハリウッドレポーターはデイヴィスが「HEROES」に出演することを発表した。

## 出演作品
- The Steve Harvey Show（2000年）
- ボストン・パブリック　Boston Public（2001年）、マーリー・ロニング（Marie Ronning） 役
- One on One（2001年）、メグ/女性 役
- マルコム in the Middle（2002年）、チャンドラ（Chandra） 役
- No Prom for Cindy（2002年）、クリス（Kris） 役
- Joan of Arcadia（2003年）、ニッキー（Nicky） 役
- レイブン 見えちゃってチョー大変!（2004年）
- Raise Your Voice（2004年）、デニス・ギルモア（Denise Gilmore） 役
- Coach Carter（2005年）、ペイトン（Peyton） 役
- Point Pleasant（2005年）、ルシンダ（Lucinda） 役
- コールドケース 迷宮事件簿（2005年）、マティルド（Mathilde） 役
- Testing Bob（2005年）、ライアン（Ryan） 役
- ギルモア・ガールズ（2005年）、アルテア（Althea） 役
- The O.C.（2005年 - 2006年）、マディソン（Madison） 役
- ヴェロニカ・マーズ（2005年 - 2006年）、コラ・ブリッグス（Cora Briggs） 役
- The Nine（2005年 - 2007年）、フェリシア・ジョーンズ（Felicia Jones） 役
- CSI:マイアミ（2006年）、ジュリア・ヒル（Julia Hill） 役
- Hidden Palms（2007年）、ミシェル・メドウズ（Michelle Meadows） 役
- HEROES（2007年 - 2008年）、モニカ・ドーソン（Monica Dawson） 役
- プロムナイト Prom Night（2008年）、リサ・ハインズ（Lisa Hines） 役
- Heroes Unmasked（2008年）
- Pushing Daisies（2008年）、バーブ（Barb） 役
- Relative Stranger（2008年）、デニス（Denise） 役
- クリミナル・マインド FBI行動分析課（2009年）、アンドレア・ハリス（Andrea Harris） 役
- BONES（2009年）、ミシェル・ウェルトン（Michelle Welton） 役
- 10 Things I Hate About You（2009年）、チャスティティ・チャーチ（Chastity Church） 役[1]
- Gray's anatomy (2010年)
- 悪魔バスター★スター・バタフライ (2015-2019年)、ケリー役-声の出演